# اور آلمیدا
اور هوگو آلمیدا (اسپانیایی: Ever Hugo Almeida‎؛ زادهٔ ۱ ژوئیهٔ ۱۹۴۸) بازیکن فوتبال سابق و مربی اهل اروگوئه است.
از تیم‌هایی که در آن‌ها بازی کرده‌است می‌توان به تیم ملی فوتبال پاراگوئه اشاره کرد.